# Shane Van Dyke
Shane Thomas Van Dyke (ur. 28 sierpnia 1979 w Los Angeles) – amerykański aktor filmowy i telewizyjny, syn aktora Barry’ego Van Dyke’a i wnuk Dicka Van Dyke’a.

## Wybrana filmografia
- 1997: Diagnoza morderstwo (Diagnosis Murder) jako Shane Marshall / Jake Hallman
- 1999: Diagnoza morderstwo (Diagnosis Murder) jako Tommy Anders
- 1999–2001: Diagnoza morderstwo (Diagnosis Murder) jako Alex Smith
- 2003: Moda na sukces (The Bold and the Beautiful) jako fan
- 2010: Titanic II jako Hayden Walsh